# Galería de Indingilizi
La Galería de Indingilizi (en inglés: Indingilizi Gallery) es una galería de arte en la ciudad de Mbabane, en el país africano de Suazilandia, establecido en 1982. La mayoría de los mejores artistas de Suazilandia ha tenido su trabajo exhibido en este lugar. La galería presenta una serie de arte local: esculturas, pinturas, batiks, mohair, joyería étnica y cerámica.